# Okręg wyborczy North Shropshire
Okręg wyborczy North Shropshire powstał w 1832 r. i wysyłał do brytyjskiej Izby Gmin dwóch deputowanych. Okręg zlikwidowano w 1885 r., ale przywrócono go ponownie w 1983 r., jako okręg jednomandatowy. Okręg obejmuje północną część hrabstwa Shropshire wraz z miastem Oswestry.

## Deputowani do brytyjskiej Izby Gmin z okręgu North Shropshire

### Deputowani w latach 1832–1885
- 1832–1843: Rowland Hill
- 1832–1835: John Cotes
- 1835–1857: William Ormsby-Gore
- 1843–1848: Edward Herbert, wicehrabia Clive
- 1848–1859: John Dod
- 1857–1865: Rowland Hill
- 1859–1876: John Ormsby-Gore, Partia Konserwatywna
- 1865–1866: Charles Cust
- 1866–1867: Adelbert Cust, Partia Konserwatywna
- 1867–1885: George Bridgeman, wicehrabia Newport
- 1876–1885: Stanley Leighton

### Deputowani po 1983 r.
- 1983–1997: John Biffen, Partia Konserwatywna
- 1997–2021: Owen Paterson, Partia Konserwatywna
- 2021– : Helen Morgan, Liberalni Demokraci